# Maansydämenjärvi (sjö, lat 63,85, long 24,38)
Maansydämenjärvi är en sjö i Finland. Den ligger i kommunen Sievi i landskapet Norra Österbotten, i den centrala delen av landet, 400 km norr om huvudstaden Helsingfors. Maansydämenjärvi ligger 107,8 meter över havet. Arean är 35,6 hektar och strandlinjen är 3,01 kilometer lång. Sjön  ingår i Kalajoki älvs huvudavrinningsområde.   I omgivningarna runt Maansydämenjärvi växer i huvudsak blandskog.